# Ferrovia Utrecht-Rotterdam
La ferrovia Utrecht-Rotterdam è una linea ferroviaria dei Paesi Bassi tra Utrecht e Rotterdam. La linea entrò in esercizio tra il 1866 e il 1877 collegando le città di Utrecht e Rotterdam passando per Gouda.
| Continuation backward |

| Unknown route-map component "CONTgq" | Unknown route-map component "ABZg+r" |  |

| Station on track |

| Unknown route-map component "CONTgq" | Unknown route-map component "ABZgr" |  |

| Unknown route-map component "CONTgq" | Unknown route-map component "ABZgr" |  |

| Unknown route-map component "hKRZWae" |

| Small arched bridge |

| Stop on track |

| Stop on track |

| Stop on track |

| Unknown route-map component "CONTgq" | Unknown route-map component "ABZg+r" |  |

| Unknown route-map component "hKRZWae" |

| Station on track |

| Unknown route-map component "CONTgq" | Unknown route-map component "ABZgr" |  |

| Underbridge |

| Stop on track |

| Station on track |

| Unknown route-map component "hKRZWae" |

| Unknown route-map component "CONTgq" | Unknown route-map component "ABZgr" |  |

| Unknown route-map component "CONTgq" | Unknown route-map component "ABZgr" |  |

| Stop on track |

| Stop on track |

| Station on track |

| Small arched bridge |

| Small arched bridge |

| Unknown route-map component "hKRZWae" |

| Stop on track |

| Underbridge |

| Unknown route-map component "hKRZWae" |

| Unknown route-map component "CONTgq" | Unknown route-map component "ABZg+r" |  |

| Unknown route-map component "CONTgq" | Junction both to and from right |  |

| Station on track |

| Continuation forward |